# Ondulering
Ondulering (från franskans onde= våg) avser hårets läggande i vågor på konstgjord väg.
Att på ett eller annat sätt göra håret lockigt eller krusigt, ofta genom att fläta det hårt i vått tillstånd är ett mycket gammalt bruk. Under vissa perioder har även skägg behandlats på samma vis. Åtminstone sedan 1600-talet har varma metallstavar eller krustänger brukat för att skapa lockar. På 1870-talet började mer naturtrogna lockar ersätta den tidigare hårda krusningen, som dock länge höll i sig, och specialkonstruerade tänger för den nya stilen togs fram.
1906 uppfanns den första apparaten för permanentondulering.